# Amaurornis
Amaurornis – rodzaj ptaków z podrodziny łysek (Fulicinae) w obrębie rodziny chruścieli (Rallidae).

## Zasięg występowania
Rodzaj obejmuje gatunki występujące w Azji i Australazji.

## Morfologia
Długość ciała 15–40 cm, rozpiętość skrzydeł 27–49 cm; masa ciała 40–328 g. 

## Systematyka
Rodzaj zdefiniował w 1853 roku niemiecki niemiecki botanik i zoolog Ludwig Reichenbach w publikacji własnego autorstwa traktującej o systematyce ptaków. Gatunkiem typowym jest (oryginalne oznaczenie) bagiewnik oliwkowy (A. olivacea).

### Etymologia
- Amaurornis: gr. αμαυρος amauros ‘ciemny’; ορνις ornis, ορνιθος ornithos ‘ptak’[7].
- Erythra: gr. ερυθρος eruthros ‘czerwony’[8]. Gatunek typowy (oryginalne oznaczenie): Gallinula phoenicurus Pennant, 1769.
- Pisynolimnas: gr. πισυνος pisunos ‘ufny’, od πειθω peithō ‘ufać’; nowołac. limnas ‘wodnik’, od gr. λιμνας limnas ‘z bagna’, od λιμνη limnē ‘bagno, mokradło’[9].
- Oenolimnas: gr. οινος oinos ‘wino’; nowołac. limnas ‘wodnik’, od gr. λιμνας limnas ‘z bagna’, od λιμνη limnē ‘bagno, mokradło’[10]. Gatunek typowy (oryginalne oznaczenie): Rallina isabellina Schlegel, 1865.

### Podział systematyczny
Do rodzaju należą następujące gatunki:
- Amaurornis isabellina (Schlegel, 1865) – bagiewnik rdzawobrzuchy
- Amaurornis olivacea (Meyen, 1834) – bagiewnik oliwkowy
- Amaurornis magnirostris F.R. Lambert, 1998 – bagiewnik ciemnobrzuchy
- Amaurornis moluccana (Wallace, 1865) – bagiewnik szaropierśny
- Amaurornis phoenicurus (Pennant, 1769) – bagiewnik białopierśny